# Hildred Geertz
Hildred Storey Geertz (12 de fevereiro de 1927 - 30 de setembro de 2022) foi uma antropóloga americana que estudou as práticas de parentesco balinesas  e javanesas  e a arte balinesa  na Indonésia .
Entre 1960 e 1970, Geertz atuou como pesquisadora,  palestrante,  e professora assistente  de Antropologia Social na Universidade de Chicago . Ela começou a lecionar no Departamento de Antropologia da Universidade de Princeton em 1970 e foi nomeada professora emérita em 1998.  Geertz foi também a primeira mulher que ocupou o cargo de chefe de departamento  na Universidade de Princeton. Ela foi homenageada como uma das "Pessoas que fizeram a diferença na vida das mulheres em Princeton" em 1998.  Ela também foi nomeada como professora de antropologia de destaque pelo Marquis Who's Who in America . 

## Principais obras
Geertz nasceu na cidade de Nova York em 12 de fevereiro de 1927.  Ela concluiu seu bacharelado e conheceu seu futuro marido, Clifford Geertz, no Antioch College, em Ohio.  Geertz conduziu seu primeiro trabalho de campo em Java com uma bolsa  de estudos de pós-graduação no período de 1952 a 1954.  Ela recebeu seu Ph.D. em Antropologia Social pelo Radcliffe College  em 1956 e publicou o livro The Javanese Family em 1961.  O livro examina as estruturas e funções do sistema de parentesco javanês. A obra fornece dados etnográficos detalhados para mostrar como a unidade mais central, a família nuclear, promove estabilização e sustenta a sociedade javanesa. 
Geertz conduziu seu trabalho de campo em Bali no período de um ano, em 1957, onde continuou sua pesquisa sobre os sistemas de parentesco. Com o marido, ela foi coautora de um livro sobre esse  assunto, Kinship in Bali (Chicago, 1975).  Este livro refuta uma visão popular da época: a ênfase nas características autônomas do parentesco. A obra argumenta que o sistema de parentesco deve ser examinado como um subsistema que herda padrões culturais, ideias e símbolos particulares da sociedade.  
Geertz trabalhou mais tarde em Sefrou, Marrocos, com Lawrence Rosen e Clifford Geertz para compreender a estrutura familiar marroquina e a formação dos seus laços sociais.  Ela foi coautora com eles de Significado e Ordem na Sociedade Marroquina: Três Ensaios em Análise Cultural .
Geertz publicou Images of Power: Balinese Paintings Made for Gregory Bateson and Margaret Mead (1994) após conduzir um trabalho com uma série de pinturas sobre a vila de Batuan,  onde Margaret Mead e Gregory Bateson estudaram na década de 1930 e coletaram essas pinturas originalmente para estudos posteriores.  Ela sugere criticamente que essas pinturas, criadas por artistas europeus que vivem em Bali, refletem uma "etnografia da imaginação balinesa" (p.1) e não fornecem informações sobre o assunto das características balinesas. 

## Vida pessoal e morte
Geertz se casou com Clifford Geertz em 1948 e  tiveram um filho e uma filha. Eles se divorciaram em 1981.
Geertz morreu em Princeton, Nova Jersey, em 30 de setembro de 2022, aos 95 anos. 

## Publicações
- Geertz, Hildred (1968). "Latah em Java: Um paradoxo teórico". Ítaca: Indonésia No. 5. hdl:1813/53435  ;
- Geertz, Hildred; Geertz, Clifford (1978). Parentesco em Bali . Chicago: Imprensa da Universidade de Chicago.ISBN 0-226-28516-2;
- Geertz, Hildred (1989). A família javanesa: um estudo de parentesco e socialização . São Paulo: Editora Waveland.ISBN 978-0-88133-460-9, ISBN 0-88133-460-X;
- Geertz, Hildred (1991). Estado e sociedade em Bali: abordagens históricas, textuais e antropológicas . Leiden: KITLV Press.ISBN 90-6718-031-9;
- Geertz, Hildred (1994). Imagens de poder: pinturas balinesas feitas para Gregory Bateson e Margaret Mead . Honolulu: Imprensa da Universidade do Havaí ISBN 0-8248-1679-X;
- Geertz, Hildred Geertz; Togog, Ida Bagus Feito (2005). Contos de uma vida encantada: um pintor balinês relembra . Honolulu: Imprensa da Universidade do Havaí.ISBN 978-0-8248-2822-6;
- Geertz, Hildred (2014). A vida de um templo balinês: arte, imaginação e história em uma vila camponesa . Honolulu: Imprensa da Universidade do Havaí.ISBN 978-0-8248-2533-1;
- Geertz, Hildred (2017). Contação de histórias em Bali . Leiden: Brilho de BostonISBN 978-90-04-31159-6 .